# Bölja från Uppland
Bölja från Uppland är ett konventionellt namn på en medeltida svensk frälsesläkt som under 1400-talet är känd från Danmarks socken, Vaksala härad och sedermera (senast 1424) i Lingshammar, Frösunda socken, Seminghundra härad i Uppland.
Vapen: skölden delad av en (1410) men senare (1414) två sågskuror 
Äldsta kända medlem av ätten är Lars Nilsson d.ä., häradshövding i Vaksala härad i  Uppland 1410—1424 och 1443 och hans son Nils Larsson var gift med Märta Tomasdotter (Årbyätten).  Engelbrekt Larsson kallas i handlingar Engelbrekt i Vad (Vad i Kumla socken, Övertjurbo härad) och var gift med Ingrid
Knutsdotter (Väsbyätten) i hennes andra gifte, änka efter Håkan Andersson den yngre till Hålbonäs (Hålbonäsätten).
Med Per Engelbrektsson, förmodligen död redan under 1570-talet, utslocknade ätten på svärdssidan.